# Qualificazioni al campionato mondiale di beach soccer 2021 - UEFA
Il torneo europeo di qualificazione al Campionato mondiale di beach soccer 2021 è stato disputato dalle nazionali europee dal 17 al 27 giugno 2021, e vi hanno partecipato un totale di 21 squadre nazionali.

## Formula e regolamento
Le qualificazioni consistono in tre fasi:
- Turno preliminare: Le 10 nazionali con il ranking più basso sono sorteggiate in tre gruppi di diverse squadre. La prima classificata di ogni girone insieme alle due migliori seconde avanzano al turno principale, dove si uniscono alle 11 nazionali con il miglior ranking.
- Fase a gironi: Le 16 nazionali rimanenti sono sorteggiate in quattro gruppi di quattro squadre. Le prime due classificate di ogni girone avanzano alla fase finale, le rimanenti disputano gli incontri di classificazione.
- Fase ad eliminazione diretta: Le 8 nazionali rimanenti sono sorteggiate in un torneo ad eliminazione diretta. Le semifinaliste si qualificano al campionato mondiale.

## Sorteggio
Il sorteggio si è tenuto il 4 giugno 2021 a Barcellona, in Spagna.
| Turno preliminare                                                     | Turno preliminare                                        | Turno preliminare | Turno preliminare |
| Teste di serie                                                        | 1ª urna                                                  | 2ª urna | 3ª urna |
| --------------------------------------------------------------------- | -------------------------------------------------------- | --- | --- |
| Rep. Ceca (36) (A1) Inghilterra (43) (B1) Kazakistan (44) (C1)        | Norvegia (48) Romania (50) Lituania (51)                 | Estonia (52) Moldavia (54) Danimarca (67) | Svezia (110) |
| Fase a gironi                                                         |                                                          | | |
| Teste di serie                                                        | 1ª urna                                                  | 2ª urna | 2ª urna |
| Portogallo (1) (A1) Italia (3) (B1) Spagna (5) (C1) Svizzera (8) (D1) | Bielorussia (15) Ucraina (18) Francia (22) Germania (28) | Polonia (30) Azerbaigian (31) Turchia (34) Vincitore Gruppo A Vincitore Gruppo B Vincitore Gruppo C Prima miglior seconda Seconda miglior seconda | Polonia (30) Azerbaigian (31) Turchia (34) Vincitore Gruppo A Vincitore Gruppo B Vincitore Gruppo C Prima miglior seconda Seconda miglior seconda |

I numeri tra parentesi indicano il ranking BSWW aggiornato al dicembre 2020.

## Turno preliminare

### Gruppo A
| Squadra   | P.ti | G | V | V+ | Vr | P | GF | GS | DR |
| --------- | ---- | - | - | -- | -- | - | -- | -- | -- |
| Norvegia  | 4    | 2 | 1 | 0  | 1  | 0 | 3  | 1  | +2 |
| Rep. Ceca | 1    | 2 | 0 | 0  | 1  | 1 | 4  | 4  | 0  |
| Moldavia  | 0    | 2 | 0 | 0  | 0  | 2 | 3  | 5  | -2 |

### Gruppo B
| Squadra     | P.ti | G | V | V+ | Vr | P | GF | GS | DR |
| ----------- | ---- | - | - | -- | -- | - | -- | -- | -- |
| Romania     | 6    | 3 | 2 | 0  | 0  | 1 | 12 | 10 | +2 |
| Estonia     | 5    | 3 | 1 | 1  | 0  | 1 | 9  | 7  | +2 |
| Inghilterra | 4    | 3 | 1 | 0  | 1  | 1 | 6  | 6  | 0  |
| Svezia      | 0    | 3 | 0 | 0  | 0  | 3 | 6  | 10 | -4 |

### Gruppo C
| Squadra    | P.ti | G | V | V+ | Vr | P | GF | GS | DR |
| ---------- | ---- | - | - | -- | -- | - | -- | -- | -- |
| Danimarca  | 6    | 2 | 2 | 0  | 0  | 0 | 9  | 7  | +2 |
| Kazakistan | 3    | 2 | 1 | 0  | 0  | 1 | 8  | 8  | 0  |
| Lituania   | 0    | 2 | 0 | 0  | 0  | 2 | 4  | 6  | -2 |

#### Confronto tra le seconde classificate
| Gruppo | Squadra    | P.ti | G | V | V+ | Vr | P | GF | GS | DR |
| ------ | ---------- | ---- | - | - | -- | -- | - | -- | -- | -- |
| C      | Estonia    | 5    | 3 | 1 | 1  | 0  | 1 | 9  | 7  | +2 |
| B      | Kazakistan | 3    | 2 | 1 | 0  | 0  | 1 | 8  | 8  | 0  |
| A      | Rep. Ceca  | 1    | 2 | 0 | 0  | 1  | 1 | 4  | 4  | 0  |

## Fase a gironi

### Gruppo A
| Squadra    | P.ti | G | V | V+ | Vr | P | GF | GS | DR  |
| ---------- | ---- | - | - | -- | -- | - | -- | -- | --- |
| Portogallo | 9    | 3 | 3 | 0  | 0  | 0 | 12 | 5  | +7  |
| Ucraina    | 6    | 3 | 2 | 0  | 0  | 1 | 13 | 7  | +6  |
| Turchia    | 3    | 3 | 1 | 0  | 0  | 2 | 12 | 12 | 0   |
| Kazakistan | 0    | 3 | 0 | 0  | 0  | 3 | 5  | 18 | -13 |

### Gruppo B
| Squadra   | P.ti | G | V | V+ | Vr | P | GF | GS | DR  |
| --------- | ---- | - | - | -- | -- | - | -- | -- | --- |
| Italia    | 9    | 3 | 3 | 0  | 0  | 0 | 19 | 3  | +16 |
| Germania  | 6    | 3 | 2 | 0  | 0  | 1 | 14 | 3  | +11 |
| Romania   | 3    | 3 | 1 | 0  | 0  | 2 | 6  | 12 | -6  |
| Danimarca | 0    | 3 | 0 | 0  | 0  | 3 | 3  | 24 | -21 |

### Gruppo C
| Squadra     | P.ti | G | V | V+ | Vr | P | GF | GS | DR  |
| ----------- | ---- | - | - | -- | -- | - | -- | -- | --- |
| Bielorussia | 9    | 3 | 3 | 0  | 0  | 0 | 21 | 17 | +4  |
| Spagna      | 5    | 3 | 1 | 1  | 0  | 1 | 18 | 16 | +2  |
| Polonia     | 3    | 3 | 1 | 0  | 0  | 2 | 11 | 10 | +1  |
| Norvegia    | 0    | 3 | 0 | 0  | 0  | 3 | 3  | 20 | -17 |

### Gruppo D
| Squadra     | P.ti | G | V | V+ | Vr | P | GF | GS | DR  |
| ----------- | ---- | - | - | -- | -- | - | -- | -- | --- |
| Svizzera    | 9    | 3 | 3 | 0  | 0  | 0 | 26 | 14 | +12 |
| Azerbaigian | 6    | 3 | 2 | 0  | 0  | 1 | 11 | 11 | 0   |
| Francia     | 3    | 3 | 1 | 0  | 0  | 2 | 9  | 9  | 0   |
| Estonia     | 0    | 3 | 0 | 0  | 0  | 3 | 8  | 20 | -12 |

## Fase a eliminazione diretta

### Tabellone
|  | Quarti di finale | Quarti di finale |               |             | Semifinali                | Semifinali                |  |  | Finale | Finale |
|  |                  |                  |               |             |                           |                           |  |  |        |        |
|  |                  |                  |               |             |                           |                           |  |  |        |        |
|  |                  |                  |               |             |                           |                           |  |  |        |        |
|  | Svizzera         | 5                |               |             |                           |                           |  |  |        |        |
|  | Svizzera         | 5                |               |             |                           |                           |  |  |        |        |
|  | Ucraina          | 6                |               |             |                           |                           |  |  |        |        |
|  | Ucraina          | 6                | Ucraina (dts) | 1           |                           |                           |  |  |        |        |
|  |                  |                  | Ucraina (dts) | 1           |                           |                           |  |  |        |        |
|  |                  | Portogallo       | 0             |             |                           |                           |  |  |        |        |
|  | Portogallo       | Portogallo       | 0             | 6           |                           |                           |  |  |        |        |
|  | Portogallo       |                  |               | 6           |                           |                           |  |  |        |        |
|  | Azerbaigian      | 1                |               |             |                           |                           |  |  |        |        |
|  | Azerbaigian      | 1                | Ucraina       | 2           |                           |                           |  |  |        |        |
|  |                  |                  | Ucraina       | 2           |                           |                           |  |  |        |        |
|  |                  | Spagna           | 5             |             |                           |                           |  |  |        |        |
|  | Bielorussia      | Spagna           | 5             | 5           |                           |                           |  |  |        |        |
|  | Bielorussia      |                  |               | 5           |                           |                           |  |  |        |        |
|  | Germania         | 1                |               |             |                           |                           |  |  |        |        |
|  | Germania         | 1                | Bielorussia   | 1           | Finale per il terzo posto | Finale per il terzo posto |  |  |        |        |
|  |                  |                  | Bielorussia   | 1           | Finale per il terzo posto | Finale per il terzo posto |  |  |        |        |
|  |                  | Spagna           | 3             |             |                           |                           |  |  |        |        |
|  | Italia           | Spagna           | 3             | 4           | Portogallo                | 6                         |  |  |        |        |
|  | Italia           |                  |               | 4           | Portogallo                | 6                         |  |  |        |        |
|  | Spagna (dts)     | 5                |               | Bielorussia | 5                         |                           |  |  |        |        |
|  | Spagna (dts)     | 5                |               |             | 5                         |                           |  |  |        |        |
|  |                  |                  |               |             |                           |                           |  |  |        |        |
|  |                  |                  |               |             |                           |                           |  |  |        |        |

### Tabellone 5º-8º posto
|  | Semifinali     | Semifinali     | Semifinali |          |                | Finale 5º posto | Finale 5º posto | Finale 5º posto |  |
|  |                |                |            |          |                |                 |                 |                 |  |
|  | Svizzera       | Svizzera       | 6          |          |                |                 |                 |                 |  |
|  | Svizzera       | Svizzera       | 6          |          |                |                 |                 |                 |  |
|  | Azerbaigian    | Azerbaigian    | 5          |          |                |                 |                 |                 |  |
|  | Azerbaigian    | Azerbaigian    | 5          |          | Svizzera (dtr) | Svizzera (dtr)  | 5 (3)           |                 |  |
|  |                |                |            |          | Svizzera (dtr) | Svizzera (dtr)  | 5 (3)           |                 |  |
|  |                |                | Germania   | Germania | 5 (0)          |                 |                 |                 |  |
|  | Germania (dtr) | Germania (dtr) | Germania   | Germania | 5 (0)          | 3 (6)           |                 |                 |  |
|  | Germania (dtr) | Germania (dtr) |            |          |                | 3 (6)           |                 |                 |  |
|  | Italia         | Italia         | 3 (5)      |          |                | Finale 7º posto | Finale 7º posto | Finale 7º posto |  |
|  | Italia         | Italia         | 3 (5)      |          |                |                 |                 |                 |  |
|  |                |                |            |          |                |                 |                 |                 |  |
|  |                |                |            |          |                | Azerbaigian     | Azerbaigian     | 1               |  |
|  |                |                |            |          |                | Azerbaigian     | Azerbaigian     | 1               |  |
|  |                |                |            |          |                | Italia          | Italia          | 10              |  |

### Tabellone 9º-12º posto
|  | Semifinali    | Semifinali    | Semifinali |         |               | Finale 9º posto  | Finale 9º posto  | Finale 9º posto  |  |
|  |               |               |            |         |               |                  |                  |                  |  |
|  | Turchia       | Turchia       | 5          |         |               |                  |                  |                  |  |
|  | Turchia       | Turchia       | 5          |         |               |                  |                  |                  |  |
|  | Francia (dts) | Francia (dts) | 6          |         |               |                  |                  |                  |  |
|  | Francia (dts) | Francia (dts) | 6          |         | Francia (dts) | Francia (dts)    | 5                |                  |  |
|  |               |               |            |         | Francia (dts) | Francia (dts)    | 5                |                  |  |
|  |               |               | Polonia    | Polonia | 4             |                  |                  |                  |  |
|  | Romania       | Romania       | Polonia    | Polonia | 4             | 3                |                  |                  |  |
|  | Romania       | Romania       |            |         |               | 3                |                  |                  |  |
|  | Polonia       | Polonia       | 8          |         |               | Finale 11º posto | Finale 11º posto | Finale 11º posto |  |
|  | Polonia       | Polonia       | 8          |         |               |                  |                  |                  |  |
|  |               |               |            |         |               |                  |                  |                  |  |
|  |               |               |            |         |               | Turchia          | Turchia          | 10               |  |
|  |               |               |            |         |               | Turchia          | Turchia          | 10               |  |
|  |               |               |            |         |               | Romania          | Romania          | 1                |  |

### Tabellone 13º-16º posto
|  | Semifinali | Semifinali | Semifinali |           |         | Finale 13º posto | Finale 13º posto | Finale 13º posto |  |
|  |            |            |            |           |         |                  |                  |                  |  |
|  | Kazakistan | Kazakistan | 2          |           |         |                  |                  |                  |  |
|  | Kazakistan | Kazakistan | 2          |           |         |                  |                  |                  |  |
|  | Estonia    | Estonia    | 3          |           |         |                  |                  |                  |  |
|  | Estonia    | Estonia    | 3          |           | Estonia | Estonia          | 6                |                  |  |
|  |            |            |            |           | Estonia | Estonia          | 6                |                  |  |
|  |            |            | Danimarca  | Danimarca | 7       |                  |                  |                  |  |
|  | Danimarca  | Danimarca  | Danimarca  | Danimarca | 7       | 5                |                  |                  |  |
|  | Danimarca  | Danimarca  |            |           |         | 5                |                  |                  |  |
|  | Norvegia   | Norvegia   | 3          |           |         | Finale 15º posto | Finale 15º posto | Finale 15º posto |  |
|  | Norvegia   | Norvegia   | 3          |           |         |                  |                  |                  |  |
|  |            |            |            |           |         |                  |                  |                  |  |
|  |            |            |            |           |         | Kazakistan       | Kazakistan       | 2                |  |
|  |            |            |            |           |         | Kazakistan       | Kazakistan       | 2                |  |
|  |            |            |            |           |         | Norvegia         | Norvegia         | 7                |  |

## Classifica finale
| Squadre qualificate alla Campionato mondiale di beach soccer 2021 |

| Rank | Team        |
| ---- | ----------- |
|      | Spagna      |
|      | Ucraina     |
|      | Portogallo  |
| 4    | Bielorussia |
| 5    | Svizzera    |
| 6    | Germania    |
| 7    | Italia      |
| 8    | Azerbaigian |
| 9    | Francia     |
| 10   | Polonia     |
| 11   | Turchia     |
| 12   | Romania     |
| 13   | Danimarca   |
| 14   | Estonia     |
| 15   | Norvegia    |
| 16   | Kazakistan  |
| 17   | Rep. Ceca   |
| 17   | Inghilterra |
| 17   | Lituania    |
| 17   | Moldavia    |
| 17   | Svezia      |

## Squadre qualificate al campionato mondiale
Le seguenti squadre si sono qualificate al Campionato mondiale di beach soccer 2021:
| Qualificate | Pres. | Ult. | Miglior risultato     |
| ----------- | ----- | ---- | --------------------- |
| Russia      | 8ª    | 2019 | Campione (2011, 2013) |
| Bielorussia | 2ª    | 2019 | Fase a gironi (2019)  |
| Portogallo  | 10ª   | 2019 | Campione (2015, 2019) |
| Spagna      | 8ª    | 2015 | 2º posto (2013)       |
| Svizzera    | 6ª    | 2019 | 2º posto (2009)       |